# Bande dessinée, apprendre et comprendre
Bande dessinée, apprendre et comprendre est un album de bande dessinée expliquant les mécanismes d'élaboration d'un album illustré.
- Scénario : Lewis Trondheim
- Dessins : Sergio Garcia
- Couleurs : Lola Moral

## Publication

### Éditeurs
- Delcourt (2006)